# گرده

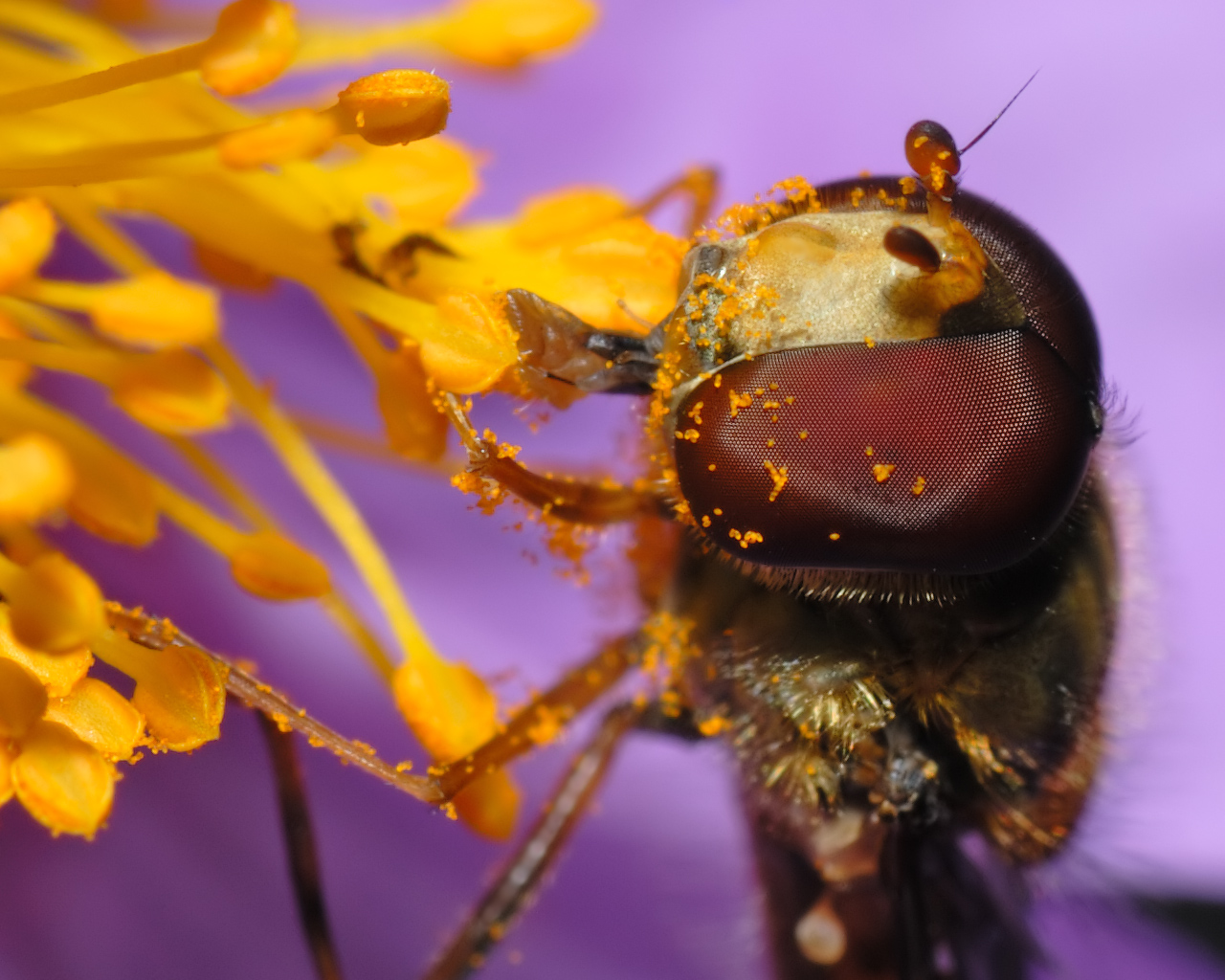
یک زنبور که صورت و پاهایش پوشیده از گرده شده‌اند

گرده پودر ریز تا درشتی است دربردارنده گامتوفیت، که گامت‌های نر (سلول‌های اسپرم) را در گیاهان دانه‌ای می‌سازد. دانه‌های گرده اجسامی ریز، با شکل‌ها و ساختارهای گوناگون، شکل‌گرفته در پرچم، یا دستگاه نرینگی گیاهان دانه‌ای می‌باشند که از راه‌های گوناگون (باد، آب، حشره‌ها، و غیره) جابه‌جا شده، به مادگی گل، یعنی جایی که لقاح در آن رخ می‌دهد، می‌رسند.

## اجزای دانهٔ گرده
دانهٔ گرده گیاهان گل‌دار شامل سه قسمت مجزا است:
۱. بخش مرکزی سیتوپلاسمی که منبع هسته‌های مسئول لقاح است.
۲. دیواره درونی (intine) که دست‌کم تا حدی از سلولز تشکیل شده‌است.
۳. دیواره بادوام بیرونی (extine) که بسیار در برابر ازهم‌پاشش مقاوم‌است. گرمای شدید، اسیدها و بازهای قوی، اثری کم بر آن دارند. ترکیب این لایه دقیقاً مشخص نیست. اجزای آن sporopollenins نامیده می‌شوند. بخش‌های درونی دانهٔ گرده به‌سادگی تخریب می‌شوند، درحالی‌که این لایه و درنتیجه شکل کلی دانهٔ گرده در رسوب‌های گوناگون به‌سادگی حفظ می‌شود. بااین‌حال چگونگی این حفظ‌شدن در محیط‌های گوناگون متفاوت است.

## ویژگی‌های دانه‌های گرده
به‌دلیل ساختار متقارن و الگوهای سطحی، دانه‌های گرده در زیر میکروسکوپ به‌آسانی قابل تشخیص‌اند. ساختار دیواره دانه‌های گرده آن‌قدر ویژه است که در مواردی گونهٔ گیاه تنها توسط دانهٔ گرده آن قابل تشخیص است. از سوی دیگر، مواردی هم وجود دارند که دانه‌های گرده با ساختاری بسیار مشابه در خانواده‌های گیاهی کاملاً نامربوط اتفاق می‌افتند.
به‌دلیل مقاومت بالا دربرابر پوسیدگی، پراکندگی گسترده با باد و آب، و تولید فراوان توسط گیاهان، دانه‌های گرده ترکیبات بسیار معمولی در رسوب‌های زمین‌شناسی، چه در دوران باستان و چه امروزه محسوب می‌شوند. به‌دلیل این ویژگی‌ها، دانه‌های گرده اطلاعات بسیاری دربارهٔ سرچشمه و تاریخ زمین‌شناختی زندگی گیاهی زمینی فراهم آورده‌اند.

## گرده‌های معلق‌درهوا و ایجاد آلرژی

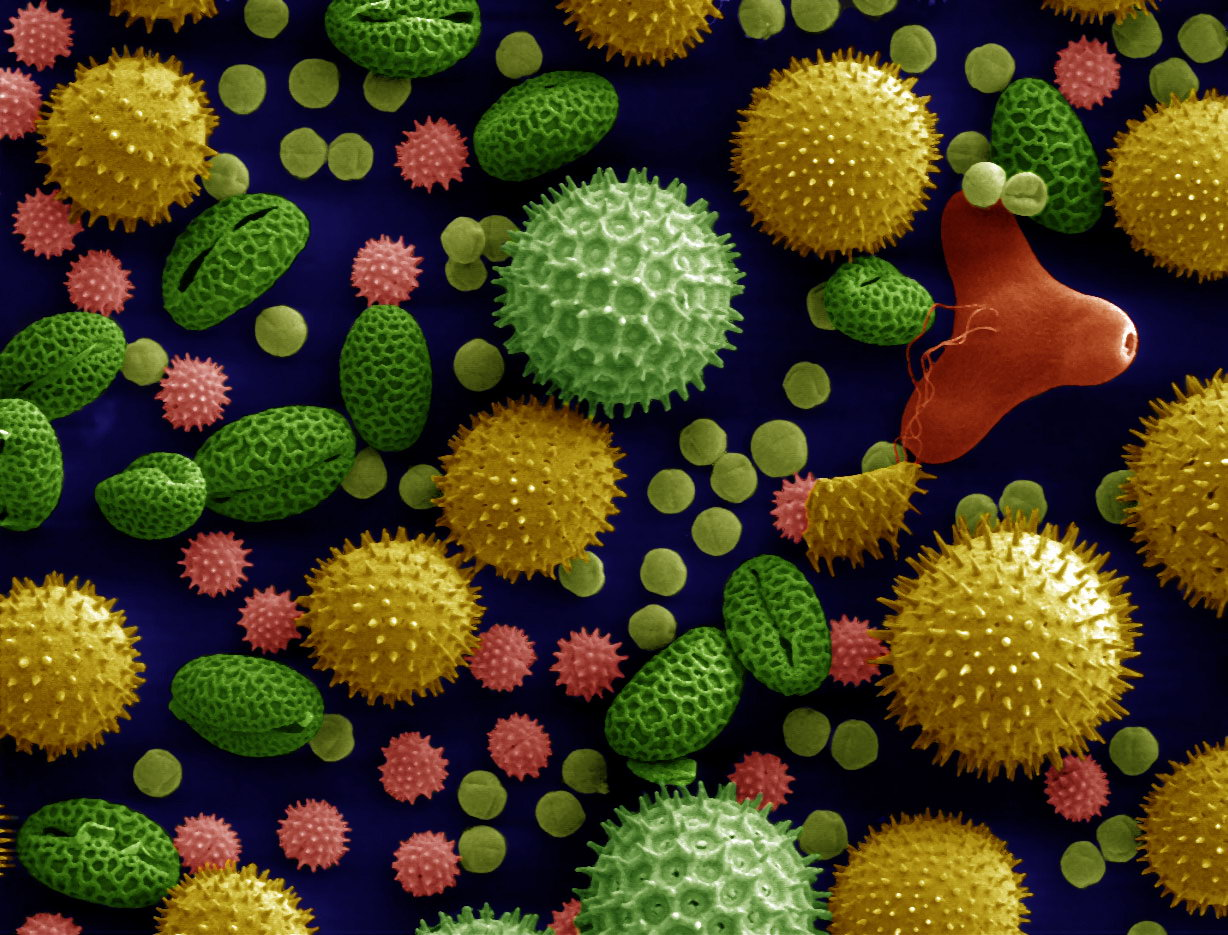
گرده از انواع گیاهان معمولی: آفتابگردان (کروی های کوچک، صورتی رنگی)، شکوه صبحگاهی (کروی های بزرگ با حفره های شش ضلعی، سبز نعناع رنگی)، هالی هاک (خارخیزهای بزرگ رنگی، زرد)، زنبق (لوبیا شکل، رنگی سبز تیره)، پامچال (سه پایه، قرمز رنگی) و دانه کرچک (کروی های کوچک صاف، رنگی سبز روشن). تصویر حدود ۵۰۰برابر بزرگ شده است، بنابراین دانه لوبیا شکل در گوشه پایین سمت چپ حدود 50 میکرومتر طول دارد.

گرده در چنان مقادیری تولید می‌شود که جزئی چشمگیر از اجزای تشکیل‌دهندهٔ اتمسفر زمین به‌ویژه در بالای قاره‌ها محسوب می‌شود. ماده proteinaceous در بسیاری از دانه‌های گرده (مانند ابروسیا و بسیاری از چمن‌ها) واکنش‌های آلرژیک که معمولاً به عنوان تب یونجه شناخته شده‌است، پدیدمی‌آورند. در بسیاری از کشورها، مقام‌های محلی دولتی هرساله با سنجش گرده‌ها، غلظت دانه‌های گرده را در هوا تخمین می‌زنند، تا ناراحتی نسبیی را که ممکن است افراد مبتلا به تب یونجه و حساسیت‌های مشابه تجربه کنند، اندازه بگیرند.